# Халил аль-Гамди
Халил аль-Гамди (араб. خليل الغامدي‎; род. 2 сентября 1970, Джидда, Мекка) — футбольный арбитр из Саудовской Аравии. Судья международной категории ФИФА с 2003 года.

## Биография
Халил аль-Гамди живёт и работает учителем в Джидде.
Большинство игр, которые он судил, были международными матчами в групповых отборочных играх с участием сборных с Ближнего Востока.
Обслуживал матчи Кубка Азии по футболу 2007, а также футбольного турнира летних Олимпийских игр 2008, где в матче открытия между сборными Бразилии и Бельгии (1:0) показал две красных карточки бельгийским футболистам.
17 июня 2010 года аль-Гамди судил матч между сборными Мексики и Франции, а 21 июня — между Чили и Швейцарией на чемпионате мира в ЮАР. 6 ноября был рефери финального матча Кубка АФК между командами «Аль-Кадисия» и «Аль-Иттихад».